# Deniz Kadah
Deniz Kadah (Viranşehir, 2 marzo 1986) è un calciatore turco, attaccante dell'Altay.

## Carriera
Ha giocato nella prima divisione dei campionati tedesco e turco.